# Козел кавказький
Козел кавказький (Capra caucasica) — вид ссавців роду козлів (Capra). Все ще неясно, чи Capra caucasica і Capra cylindricornis два окремих види, чи один вид із географічно залежною мінливістю.

## Поширення
Ендемік в західній частині Великого Кавказу в Грузії та Росії. В основному вони мешкають в субальпійському й альпійському поясах від 800 до 4000 м над рівнем моря. Вони рідко живуть у лісах окрім снігового сезону. У суворі зими зосереджується на сонячних схилах.

## Стиль життя
Хижаки: Canis lupus, Lynx lynx, але снігові лавини викликають найбільше природних смертей. Capra caucasica співіснує з Rupicapra rupicapra. У раціоні Capra caucasica міститься понад сто зареєстрованих видів рослин, особливо трав. Взимку тварини часто переходять на сосни, ялини й верби.
Пологи відбувається у травні-липні. Тільки одне дитинча народжується.

## Морфологія

### Морфометрія
У самців: голова й тіло завдовжки 1500—1650 мм, в холці заввишки 950—1090 мм, вага 65-100 кг; у самиць: голова й тіла завдовжки 1200—1400 мм, в холці заввишки 780—900 мм, вага 50-60 кг. Хвіст дуже короткий.

### Опис
Влітку верхні частини тіла від іржаво-сірого до іржаво каштанового забарвлення, стають світлішими з боків, низ тіла жовтувато-сірий або брудно-білий. Взимку верх в основному сіро-коричневий. Capra caucasica постає важчим і менш струнким, ніж Capra ibex. Capra caucasica має дуже товстий і довгий тулуб, товсту і масивну шию, відносно короткі, але сильні ноги. Роги самців шаблеподібні й нагадують Capra ibex, але вони набагато більш масивні й товщі враховуючи їх довжину. Роги старих самців завдовжки близько 740 мм, роги самиць набагато менші й тонші.

## Загрози та охорона
Випас худоби та браконьєрство є головними загрозами для виду, в поєднанні з впливом суворих зим. Цей вид занесено в Червону книгу Карачаєво-Черкесії (1988). Захищений в Кавказькому заповіднику (Росія), який зіграв важливу роль в його збереженні. Також зустрічається в заповіднику Теберда (Карачаєво-Черкесія).